# 武昌南环铁路
南环铁路，又称武昌南线、武昌南环线、武九铁路南环线，是一条位于武汉市，经过武昌区和洪山区的联络线，沟通了京广铁路和武九铁路。